# Эрландсон, Эрик
Эрик Теодор Эрландсон (англ. Eric Theodore Erlandson; род. 9 января 1963, Лос-Анджелес, Калифорния, США) — американский музыкант, гитарист, автор песен, участник рок-группы Hole.

## Ранние годы
Эрик Эрландсон родился в Голливуде, Лос-Анджелес, вырос в Сан-Педро, Лос-Анджелес. Он был одним из семи детей, выросших в католической семье. Обучался маркетингу в Университете Лойолы Мэримаунт, позже работал бухгалтером на Capitol Records.

## Дискография
В составе Hole:
- Pretty On The Inside (1991)
- Live Through This (1994)
- Celebrity Skin (1998)

## Личная жизнь
Эрик Эрландсон состоял в романтических отношениях с бас-гитаристкой Hole Кристен Пфафф, позже с актрисой Дрю Бэрримор. Он практикует буддизм с 1992 года, а также является веганом.